# Pagoda Baochu

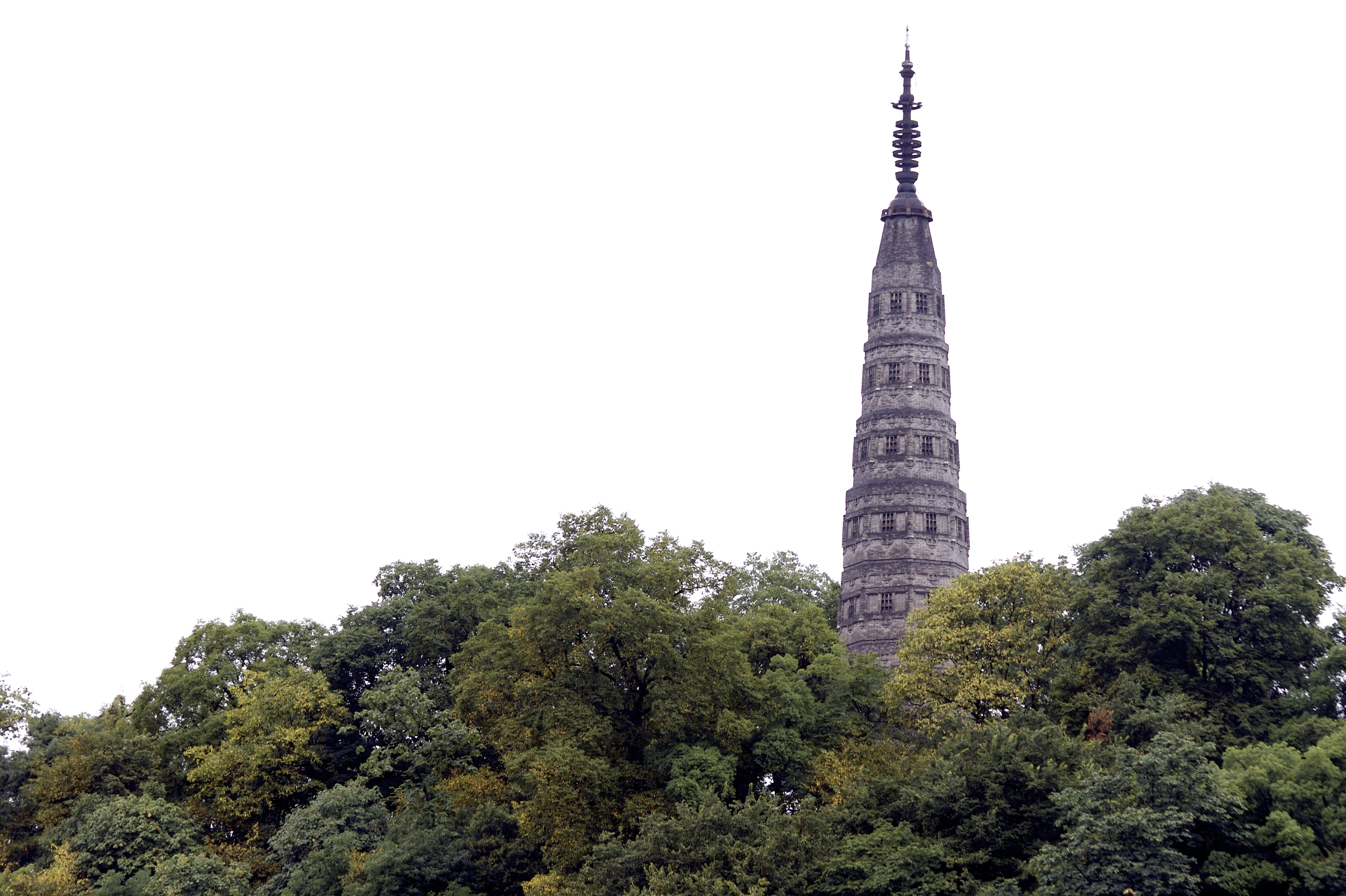
Pagoda Baochu

Pagoda Baochu (chiń. 保俶塔, pinyin Bǎochù tǎ) – pagoda znajdująca się w mieście Hangzhou w prowincji Zhejiang w Chinach. Wybudowana w latach 968–975 wznosi się na wzgórzu Baoshi, przy północnym brzegu Jeziora Zachodniego. Mierzy 45,3 m wysokości i składa się z siedmiu sześciobocznych pięter. Stanowi jedną z najpopularniejszych atrakcji turystycznych w Hangzhou, służąc jako wieża widokowa.
Według najpopularniejszej legendy budowniczym pagody był Wu Yanshuang, wuj ostatniego władcy królestwa Wuyue, Qian Hongchu. Qian miał udać się na wezwanie cesarza Zhao Kuangyina na dwór Songów w Kaifengu; modlący się o szczęśliwy powrót władcy Wu wzniósł wówczas pagodę. Zgodnie z treścią innych podań pagodę wzniosła szwagierka Qian Hongchu lub mieszkańcy Wuyue na cześć swojego władcy. W latach 998–1003 pagoda została przebudowana.
Pierwotnie pagoda posiadała dziewięć pięter, jednak w ciągu swojej długiej historii była wielokrotnie burzona i stawiana od nowa. Podczas jednej z rekonstrukcji w 1579 roku zmniejszono jej wysokość do obecnych siedmiu pięter. Jej obecny kształt jest wynikiem przebudowy dokonanej w 1924 roku. Obecna pagoda jest konstrukcją w całości ceglaną, nie posiada już istniejących niegdyś elementów drewnianych. W 1996 roku zmieniona została iglica pagody; dotychczasową ustawiono u jej podnóża.